# 鶴ケ岱
鶴ケ岱（つるがたい）は、北海道釧路市にある町名。1丁目 - 3丁目からなる。郵便番号は085-0821。

## 地理
釧路市街の東部、橋南地区に位置しており、緑ケ岡、春採、春湖台、千歳町、住吉、城山と隣接する。

## 歴史

### 地名の由来
タンチョウヅルが飛来すること、釧路市街で唯一の樹林地であったことから名付けられた。

### 沿革
- 1932年（昭和7年） - 春採、住吉町、釧路村の一部をもって鶴ケ岱が設置される[3]。
- 1970年（昭和45年）11月1日 - 住居表示を実施[4]。

## 世帯数と人口
2011年（平成23年）9月末現在の世帯数と人口は以下のとおりである。
| 町名                | 世帯数    | 人口    |
| ------------------- | --------- | ------- |
| 鶴ケ岱1丁目 - 3丁目 | 1,264世帯 | 2,079人 |

## 小・中学校の学区
市立小・中学校に通う場合、学区は以下の通りとなる。
|      | 小学校             | 中学校             |
| ---- | ------------------ | ------------------ |
| 全域 | 釧路市立城山小学校 | 釧路市立幣舞中学校 |

## 交通
- 旭橋通
- 久寿里橋通
- 富士見緑ケ岡通

## 施設
- 北海道釧路工業高等学校
- 鶴ケ岱公園